# Bateo

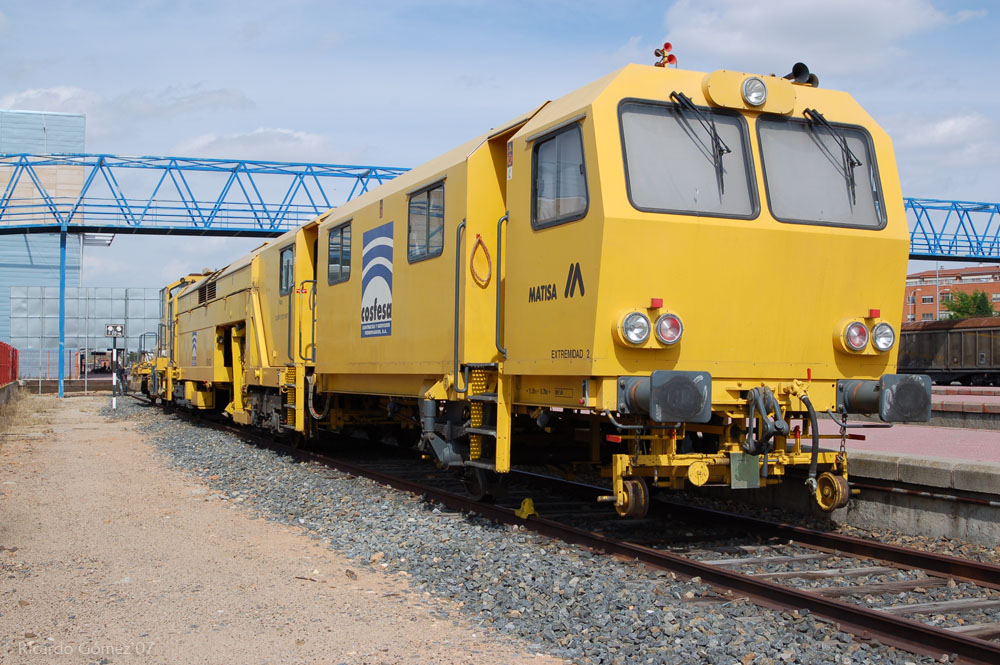
Fotografía de una Bateadora construida por MATISA y propiedad de la empresa Cosfesa en la estación de ferrocarril de Salamanca.

Bateo es el proceso de meter balasto debajo de la traviesa justo en la vertical del riel y dejando el centro de la traviesa sin balasto.
Las traviesas de ferrocarril, tanto de madera como de hormigón, están sometidas a unas presiones ejercidas por el paso de los trenes. Lo que realmente se produce en la traviesa es una malformación en la cara lisa que toca el balasto, aplastando este que, con el tiempo, pierde sus propiedades elásticas. Para remediar esta situación existe una tarea de mantenimiento consistente en meter balasto de forma manual o mecánica (con máquinas especiales de bateo o bateadora) debajo de la traviesa.
Antiguamente se utilizaba una herramienta manual llamada bate, era un pico con un pequeño tocón rectangular en el extremo para empujar con más fuerza la piedra bajo la traviesa. Hoy en día se proscribe su uso debido al daño que inflige a las traviesas, sobre todo a las de hormigón.
- Datos: Q5723497